# Fedóssova
Fedóssova (en rus: Федосова) és un poble de l'óblast de Sverdlovsk, a Rússia, segons el cens del 2010 tenia 6 habitants.